# Гура Юрій Володимирович
Юрій Володимирович Гура (нар. 8 серпня 1976) — український та казахський футболіст, півзахисник.

## Життєпис

### Кар'єра гравця
Юрій Гура народився 8 серпня 1976 року. На професіональному рівні розпочав виступати в 1994 році в складі олександрійської «Поліграфтехніки». У складі олександрійців дебютував 10 квітня 1994 року в програному (0:1) виїзному матчі 24-го туру Першої ліги чемпіонату України проти охтирського «Нафтовика-Укрнафти». Юрій у тому поєдинку вийшов на поле на 85-ій хвилині, замінивши Станіслава Козакова. Дебютним голом за поліграфів відзначився 14 серпня 1994 року в переможному (4:1) домашньому матчі 3-го туру Першої ліги чемпіонату України проти алчевської «Сталі». Гура в тому поєдинку вийшов на поле на 60-ій хвилині, замінивши Юрія Газюкіна, а на 90-ій хвилині відзначився голом. Протягом більшого часу свого перебування в складі «Поліграфтехніки» був гравцем основного складу. За олександрійську команду в чемпіонатах України зіграв 183 матчі та відзначився 17-ма голами, ще 7 матчів (2 голи) у футболці олександрійців провів у кубку України. За період свого перебування в «Поліграфтехніці» декілька разів був в оренді в інших клубах. В сезоні 1993/94 років зіграв 5 матчів у футболці аматорського клубу «Локомотив» (Знам'янка). У складі цього клубу став переможцем чемпіонату Кіровоградської області. А наступного сезону відіграв 11 матчів у складі іншого аматорського клубу, олександрійського «Поліграфтехніки-Кристалу». Крім того в 1995 році на правах оренди виступав у друголіговій «Олімпії ФК АЕС», у складі якої зіграв 7 матчів та відзначився 2-ма голами.
В 2001 році залишив клуб та переїхав у Казахстан. Спочатку виступав у складі «Жениса». У футболці цього клубу в казахському чемпіонаті зіграв 5 матчів та відзначився 1 голом (у молодіжній першості — 12 матчів), ще 5 матчів зіграв у кубку Казахстану. У футболці цієї команди став переможцем національного чемпіонату та національного кубку. Другу частину сезону відіграв у клубі «Достик». За цю команду в національному чемпіонаті провів 16 матчів та відзначився 5-ма голами (одид з найрезультативніших за цим показником у клубі), ще 1 матч провів у кубку Казахстану.
В 2002 році переїхав до Росії, де виступав у складі анапського «Уренгойгазпрома». Того року команда стала володарем кубку та суперкубку Краснодарського краю.
В 2003 році повернувся в Україну та виступав у складі аматорського клубу «Факел» (Варва). У футболці «Факела» став фіналістом Кубку Чернігівської області. В складі варвинської команди зіграв 8 матчів та відзначився 7-ма голами.
2004 року повернувся до Казахстану та підписав контракт з ФК «Ясси-Сайрам». У футболці цього клубу в казахському чемпіонаті зіграв 27 матчів. З 2005 по 2007 роки грав у клубі «Атирау», в складі якого в чемпіонаті Казахстану зіграв 58 матчів та відзначився 6-ма голами, ще 5 матчів за «Атирау» провів у кубку Казахстану. В 2007 році також захищав кольори оскеменського «Востока», у складі якого зіграв 7 матчів у Прем'єр-лізі та 2 у кубку Казахстана.
В 2008 році повернувся в Україну, виступав за «Холодний Яр». У футболці клубу зіграв 8 матчів. Разом з холодноярцями став срібним призером чемпіонату Черкаської області та володарем кубку Черкаської області.
В 2009 році приєднався до головківського «УкрАгроКома». У травні 2009 року команда завоювала кубок Кіровоградської області та здобула право виступати у Кубку ААФУ, в якому дійшла до півфіналу. У чемпіонаті області 2009 року команда посіла друге місце.
В 2010 році виступав у складі іншого аматорського клубу з Головківки, «УкрАгроКомі-2». У футболці цього клубу завершив кар'єру гравця.

### Кар'єра тренера
10 серпня 2011 року був призначений головним тренером головківського «УкрАгроКома». Під його керівництвом в сезоні 2012/13 років головківська команда спочатку стала переможницею групи Б другої ліги чемпіонату України, а потім і фінального турніру другої ліги чемпіонату України. В березні 2014 року отримав тренерський диплом категорії PRO. На цій посаді перебував до червня 2014 року, коли був звільнений із займаної посади в зв'язку з об'єднанням «УкраАгрокому» з ПФК «Олександрією». З 27 червня 2014 року працював тренером юнацької команди «Олександрії» до 19 років. У травні 2021 року після звільнення головного тренера першої команди Володимира Шарана Гура став новим головним тренером першої команди.

## Досягнення
| \| На професіональному рівні - Перша ліга чемпіонату України - Бронзовий призер (1): 1993/94 - Прем'єр-ліга - Чемпіон (1): 2001 - Кубок Казахстана - Володар (1): 2000/01 \| На аматорському рівні - Чемпіонат Кіровоградської області - Чемпіон (1): 1993/94 - Срібний призер (1): 2009 - Кубок Кіровоградської області - Володар (1): 2009 - Кубок Чернігівської області - Фіналіст (1): 2003 - Кубок Краснодарського краю - Володар (1): 2002 - Суперкубок Краснодарського краю - Володар (1): 2002 - Чемпіонат Черкаської області - Срібний призер (1): 2008 - Кубок Черкаської області - Володар (1): 2008 \| | - Друга ліга чемпіонату України - Срібний призер (1): 2012/13 (фінал) - Чемпіон (1): 2012/13 (Група 2) - Чемпіон (1): 2012/13 (Група Б) |
| - Перша ліга чемпіонату України - Бронзовий призер (1): 1993/94 - Прем'єр-ліга - Чемпіон (1): 2001 - Кубок Казахстана - Володар (1): 2000/01 | - Чемпіонат Кіровоградської області - Чемпіон (1): 1993/94 - Срібний призер (1): 2009 - Кубок Кіровоградської області - Володар (1): 2009 - Кубок Чернігівської області - Фіналіст (1): 2003 - Кубок Краснодарського краю - Володар (1): 2002 - Суперкубок Краснодарського краю - Володар (1): 2002 - Чемпіонат Черкаської області - Срібний призер (1): 2008 - Кубок Черкаської області - Володар (1): 2008 |